# Різ Ахмед
Різван "Різ Ахмед (англ. Rizwan "Riz" Ahmed; нар.. 1 грудня 1982; Уемблі, Лондон, Велика Британія) — британський актор, музикант і активіст. Найбільшу популярність здобув ролями у фільмах: «Дорога на Гуантанамо», «Чотири леви», «Стерв'ятник», «Бунтар Один. Зоряні Війни. Історія», а також у телесеріалі «Одного разу вночі». Неодноразово висувався на премію Британського незалежного кіно. Записав два альбоми.

## Ранні роки та освіта
Ахмед народився 1982 року в британсько-пакистанській родині так званих мухаджиров, в Лондоні (район Вемблі). Його батьки переїхали до Англії з пакистанського міста Карачі у 1970-х роках. Одним з його родичів був сер Шах Мухаммед Сулайман «перший індійський суддя, призначений британцями в Уттар-Прадеш», він також виявляв інтерес до поезії урду і був автором одних з перших критичних статей про теорію відносності. Крім цього Ахмед є нащадком Мулли Махмуда Яунпурі (помер в 1652 році), одного з найважливіших вчених-філософів цього регіону під час правління Імперії Великих Моголів.
Ахмед навчався в школі Merchant Taylors' School. Пізніше закінчив Christ Church зі ступенем в галузі ФПЕ. Потім навчався акторській майстерності в Центральній школі мови і драми.

## Акторська кар'єра
Ахмед почав свою акторську діяльність з фільму Майкла Вінтерботтома «Дорога на Гуантанамо», де він виконав роль Шафіка Расула — члена так званої Типтонської Трійки. Стрічка отримала приз «Срібний ведмідь» на Берлінському кінофестивалі. Після цього Ахмед знявся в декількох телевізійних ролях: в 2007 році в драмі "Брітц», у 2008 році в трилері «Глухий кут» та міні-серіалі «Наживка». 2009 року брав участь у телефільмі «Вільне падіння», де його партнерами були Домінік Купер і Сара Гардінг. У тому ж році знявся в головній ролі в незалежній стрічці «Shifty» режисера Еран Кріві — Ахмед виконав роль харизматичного торговця наркотиками. За цю роботу він був номінований на Премію британського незалежного кіно, разом з Коліном Фарреллом і Бренданом Глісоном.
У 2009 році знявся у фільмі Саллі Поттер «Лють». Наступного року Ахмед виконав головну роль в сатиричній комедії Кріса Морріс «Чотири леви», за яку він отримав свою другу номінацію на Премію британського незалежного кіно за найкращу чоловічу роль. Так само Ахмед виконав роль другого плану в історичному трилері Ніла Маршалла «Центуріон».
У 2012 році він знявся в одній з головних ролей у фільмі «несприятливі квартали», за цю роботу був висунутий на здобуття Премії британського незалежного кіно втретє. Того ж року відзначився роллю у фільмі «Фундаменталіст мимоволі» — кіноадаптації одного з найуспішніших романів Мохсима Хаміда, де його колегами були Кейт Гадсон, Кіфер Сазерленд і Лев Шрайбер.
У 2014 році Ахмед взяв участь у зніманні фільму «Стерв'ятник», де він грав роль Ріка, напарника незалежного журналіста у виконанні американського актора Джейка Джилленгола. Ця робота була дуже тепло зустрінута критиками, актор отримав багато номінацій на різні профільні нагороди. 2016 року Ахмед виконав роль Насір «Наза» Хана в міні-серіалі HBO «Одного разу вночі», знову отримавши багато схвалень кінокритиків. У тому ж році Ахмед знявся у фільмі «Ізгой-один. Зоряні Війни: Історії» — нової антології в кіновсесвіті Star Wars.
У 2020 році відбувся вихід драматичної картини «Звук металу», де Різ Ахмед виконав головну роль метал-барабанщика Рубена Стоуна, що втрачає слух і через це вимушеного по-новому вибудовувати все своє життя. Критики високо оцінили фільм і гру Ахмеда, який за своє перевтілення здобув нагороду Лондонського гуртка кінокритиків в категорії "Найкращий британський актор року» і був номінований на премії «Оскар», BAFTA, «Золотий глобус» та нагороду Американської Гільдії кіноакторів у категорії «Найкращий актор». В цілому картина, серед іншого, претендує на шість премій на 93-й церемонії вручення премії « Оскар» і на чотири премії на 74-й церемонії вручення нагород Британської академії.

## Музична кар'єра
У 2006 році Ахмед записав сатиричний реп- трек під назвою «Post 9/11 Blues». Спочатку пісня була заборонена на британському радіо, бо її текст був визнаний «політично провокаційним». Пізніше, Ахмед випустив ще кілька треків, зокрема «Sour Times», на який було знято відео разом з музикантами Scroobius Pip, Plan B та Джимом Стерджесом.
У 2007 році він був обраний ведучим фестивалів Гластонбері та BBC Electric Proms. 2008 року відкривав концерти трип-хоп група Massive Attack у Royal Festival Hall. 2011 року випустив свій дебютний альбом під назвою MICroscope, під псевдонімом Riz MC. 1 грудня 2011 року було оголошено, що Riz MC підписав контракт з Tru Thoughts — незалежним лейблом з Брайтона. 2016 року випустив свій другий диск — Englistan.
Також Ахмед є учасником хіп-хоп дуету Swet Shop Boys разом з Хімансшу Сурі. Їх дебютний реліз — міні-альбом Swet Shop вийшов в 2014 році. Повноформатний диск — Cashmere, побачив світ 14 жовтня 2016 року.

## Фільмографія

### Кіно і телебачення
| Рік         |    | Українська назва                   | Оригінальна назва            | Роль                  |
| ----------- | -- | ---------------------------------- | ---------------------------- | --------------------- |
| 2005        | кф | —                                  | Got Soul                     | Н/Д                   |
| 2006        | ф  | Дорога на Гуантанамо               | The Road to Guantanamo       | Шафик                 |
| 2006        | тф | Позитивний банкет Банглатауна      | Banglatown Banquet           | Разуал                |
| 2006        | с  | Шлях до 11 вересня                 | The Path to 9/11             | Йосрі                 |
| 2006        | тф | -                                  | Berry's Way                  | Амір                  |
| 2007        | тф | Брітц                              | Britz                        | Соха Вахід            |
| 2008        | ф  | Спритник                           | Shifty                       | шифт                  |
| 2008        | с  | Наживка                            | Wired                        | Манеш Кунзру          |
| 2008        | кф | -                                  | Baghdad Express              | Талал                 |
| 2008        | с  | Тупик                              | Dead Set                     | Рік                   |
| 2009        | ф  | Гнів                               | Rage                         | Віджай                |
| 2009        | тф | Вільне падіння                     | Freefall                     | Гері                  |
| 2009        | с  | Десятихвилинні історії             | 10 Minute Tales              | Джозеф                |
| 2010        | ф  | Чотири леви                        | Four Lions                   | Омар                  |
| 2010        | ф  | Центуріон                          | Centurion                    | Тарак                 |
| 2011        | ф  | Красуня з нетрів                   | Trishna                      | Джей                  |
| 2011        | ф  | Чорне золото                       | Black Gold                   | Алі                   |
| 2011        | с  | Привиди                            | The Fades                    | Ніл                   |
| 2012        | ф  | Несприятливі квартали              | Ill Manors                   | Аарон                 |
| 2012        | ф  | Фундаменталіст мимоволі            | The Reluctant Fundamentalist | Чангізі               |
| 2013        | ф  | Замкнутий ланцюг                   | Closed Circuit               | Назрул Шарма          |
| 2013        | кф | -                                  | Out of Darkness              | чоловік               |
| 2014        | ф  | Стерв'ятник                        | Nightcrawler                 | Рік                   |
| 2016        | ф  | Джейсон Борн                       | Jason Bourne                 | Аарон Каллур          |
| 2016        | с  | Одного разу вночі                  | The Night Of                 | Насир «Наз» Хан       |
| 2016        | ф  | Уна                                | Una                          | Скотт                 |
| 2016        | ф  | Місто тьмяних вогнів               | City of Tiny Lights          | Томмі Ахтар           |
| 2016        | кф | -                                  | T5: Swet Shop Boys           | Різ MC                |
| 2016        | ф  | Бунтар Один. Зоряні Війни. Історія | Rogue One: A Star Wars Story | Бодхі Рук             |
| 2016 — 2019 | с  | ОА                                 | The OA                       | Елайас Рахім          |
| 2017        | с  | Дівчата                            | Girls                        | Поль-Луї              |
| 2018        | ф  | Брати Сістерс                      | The Sisters Brothers         | Херманн Керміт Ворм   |
| 2018        | ф  | Веном                              | Venom                        | Карлтон Дрейк / Райот |
| 2019        | мф | Дитя погоди                        | 天 気 の 子                  | Такаї                 |
| 2019        | ф  | Звук металу                        | Sound of Metal               | Рубен Стоун           |
| 2020        | ф  | Звідки ти родом?                   | Mogul Mowgli                 | Зед                   |
| 2020        | мф | -                                  | Assassin's Creed: Gold       | Омар Халед            |
| 2020        | кф | -                                  | The Long Goodbye             | Різ                   |
| 2023        | мф | Німона                             | Nimona                       | Балістер Блекхарт     |
| 2025        | ф  | Фінікійська схема                  | The Phoenician Scheme        | принц Фарук           |

### Музичні кліпи
| Року | Виконавець           | Назва                             |
| ---- | -------------------- | --------------------------------- |
| 2017 | Swet Shop Boys       | «Aaja ft. Ali Sethi»              |
| 2017 | The Hamilton Mixtape | «Immigrants, We Get the Job Done» |
| 2017 | Charli XCX           | «Boys»                            |

## Дискографія
- MICroscope (2011)
- Englistan (2016)
- Cashmere (у складі дуету Swet Shop Boys) (2016)
- The Long Goodbye (2020)

## Нагороди та номінації
| Нагорода                                  | Року | Категорія                                            | Назва роботи      | Результат |
| ----------------------------------------- | ---- | ---------------------------------------------------- | ----------------- | --------- |
| Оскар                                     | 2021 | Краща чоловіча роль                                  | Звук металу       | Номінація |
| Оскар                                     | 2022 | Найкращий ігровий короткометражний фільм             | Довге прощання    | Перемога  |
| Золотий глобус                            | 2017 | Найкраща чоловіча роль в міні-серіалі або телефільмі | Одного разу вночі | Номінація |
| Золотий глобус                            | 2021 | Найкраща чоловіча роль в драматичному фільмі         | Звук металу       | Номінація |
| Еммі                                      | 2017 | Кращий запрошений актор в комедійному телесеріалі    | Дівчисько         | Номінація |
| Еммі                                      | 2017 | Краща чоловіча роль в міні-серіалі або телефільмі    | Одного разу вночі | Перемога  |
| BAFTA                                     | 2021 | Краща чоловіча роль                                  | Звук металу       | Номінація |
| BAFTA                                     | 2021 | Найкращий британський фільм року                     | Звідки ти родом?  | Номінація |
| Вибір критиків                            | 2021 | Краща чоловіча роль                                  | Звук металу       | Номінація |
| Незалежний дух                            | 2015 | Краща чоловіча роль другого плану                    | Стерв'ятник       | Номінація |
| Незалежний дух                            | 2021 | Краща чоловіча роль                                  | Звук металу       | Перемога  |
| Премія Гільдії кіноакторів США            | 2017 | Найкраща чоловіча роль у телефільмі або міні-серіалі | Одного разу вночі | Номінація |
| Премія Гільдії кіноакторів США            | 2021 | Найкраща чоловіча роль                               | Звук металу       | Номінація |
| Супутник                                  | 2021 | Найкраща чоловіча роль                               | Звук металу       | Перемога  |
| Міжнародний кінофестиваль в Санта Барбарі | 2021 | «Премія Віртуозів»                                   | Звук металу       | Перемога  |
| Кінофестиваль « Санденс»                  | 2014 | Приз Журі за короткометражний фільм                  | Daytimer          | Номінація |

## Примітка
1. ↑  Discogs — 2000.
2. ↑  High Profile Alumni — Центральна Школа сценічної мови та драматичного мистецтва.
3. 1 2 3  Riz Ahmed: ‘You don’t need to tell me we live in scary times. I’m Muslim’. The Guardian. 23 липня 2016.
4. ↑  London Meets Lahore India Today, 24 May 2013
5. ↑  Robert S. Anderson, Nucleus and Nation: Scientists, International Networks, and Power in India, University of Chicago Press (2010), p. 71
6. ↑  KARACHI: Sir Sulaiman Dawn News, 14 March 2005
7. ↑  Karimullah, A. R. Ghani, Biographical Notes on Eminent Muslim Scientists of South-Asia in the 14th Century Hijra: 1877—1979 A.D, Pakistan Science Foundation and Pakistan Academy of Sciences (1989), p. 5
8. ↑  Skin Deep meets Riz Ahmed. Архів оригіналу за 20 грудня 2016. Процитовано 20 травня 2021.
9. ↑  Guantanamo duo 'held' at airport. BBC News. 21 лютого 2006.
10. ↑  Winners 2008. BIFA. Процитовано 23 липня 2016.
11. ↑  От «Звуков металла» до «Земли кочевников»: 8 главных фильмов «Оскара»
12. ↑  Zack Sharf, Zack Sharf (15 березня 2021). Oscars Nominations: ‘Mank’ Leads with 10 Noms, Plus ‘Nomadland,’ ‘Judas,’ ‘Minari,’ ‘Sound of Metal,’ and More. IndieWire (англ.). Процитовано 29 березня 2021.
13. ↑  O'Keefe, Alice (9 квітня 2006). Rapper asks BBC to play 9/11 song. The Guardian.